# 吴桂贤
吴桂贤（1938年2月16日—2025年4月25日），河南巩义人，中华人民共和国工人及政治人物，原副国级领导人。曾任中共第九至十一届中央委员、第十届中央政治局候补委员，以及中华人民共和国国务院副总理（1975年1月至1977年9月），也是中国的首位女性副总理，亦是中國最年輕的副總理。西北大学毕业，1958年加入中国共产党，曾被评为中国纺织系统的劳动模范。

## 生平

### 家庭出身
1938年，吴桂贤出生在河南省巩义一个普通农民家庭；兄弟姐妹九人，生活贫困。在她很小的时候，一家人逃荒到陕西咸阳。1951年，刚满13岁的吴桂贤，隐瞒自己的年龄，参加了刚成立的西北国棉一厂的招工；成为了这家国营工厂的第一批工人，被分配到细纱车间当挡车工。

### 模范工人
由于工作认真、态度积极热情，1955年吴桂贤加入了中国共青团；20岁时又加入了中国共产党；曾多次被评为先进生产者、“五好工人”等荣誉。后来，她被调入被评为全国纺织先进集体的“赵梦桃小组”任党小组组长。1965年，吴桂贤以个人和“赵梦桃小组”代表的名义，出席了西北公交战线先进集体和先进工作者代表大会，并被评为“全国纺织系统先进典型”；曾先后两次被邀请到北京参加国庆观礼。不久，她就被推举为西北国棉一厂的副厂长。而为了补充吴桂贤的文化知识，她曾被安排到西北大学学习；于1968年毕业。

### 被推上政治舞台
在“文革”开始后，吴桂贤被树为“活学活用毛泽东思想积极分子”。在那个特殊年代，和许多劳动模范一样，年轻的吴桂贤也被堆上了政治舞台，不断获得拔攫；曾历任西北国棉一厂革命委员会委员、主任，咸阳市革命委员会副主任，中共陕西省委副书记、省革委会委员等职。
在1973年8月召开的中共十届一中全会上，吴桂贤当选中共中央政治局候补委员；并以最高票数，列四位候补委员中的第一位。一年后，在参加完一次中央会议后，毛泽东当面通知吴桂贤，要调她进入中央工作。在1975年1月召开的第四届全国人大第一次会议上，吴桂贤被安排出任国务院副总理，时年37岁。她既是中华人民共和国国务院的首位女性副总理，也是到目前为止中国最年轻的副总理。
1976年10月6日晚，吴桂贤亲身经历了粉碎“四人帮”的过程。当晚，中央办公厅主任汪东兴打电话通知在京的政治局委员、候补委员开紧急会议，却未被告知开什么会、会议什么内容。吴桂贤赶到玉泉山9号楼时，会议室里已经坐了很多人。一进会议室，吴桂贤就发现少了4张沙发。其他人都没有说话，只有她说：“少了4个沙发。”就在这时，工作人员向汪东兴报告，应该到会的人全部到齐了。这让吴桂贤更加奇怪了。大约22点，华国锋和叶剑英从里间走进会议室来。华国锋说：“刚才，桂贤说少了4个沙发。是的，今天少了4个沙发，那4个人永远都不会来了。”并参加了当晚持续整个通宵的会议。
在中央任职的几年里，吴桂贤并不轻松。起初，她被安排在钓鱼台国宾馆的11号楼居住，和住在10楼的江青是邻居。由于诸多不便，吴桂贤行事更是小心谨慎；后来干脆搬家。而根据毛泽东的指示，她和陈永贵实行“三三制”，即每年三分之一时间在中央工作，三分之一时间回原单位劳动，三分之一时间到各地调查研究。

### 淡出中央
“文革”结束后，像吴桂贤、李素文这样被推上政治舞台的劳动模范，在政治上逐渐受到冷落和排挤。1977年，吴桂贤受到审查，同年8月，中共十一届一中全会召开，当进行到中央委员人选讨论时，吴桂贤感到了前所未有的委屈与压力。登在简报上的材料（指控其反周总理）让吴桂贤不知所措，随后继续被选举为中央委员。在一个月后，她主动申请辞去了副总理职务；并于同年与华国锋、邓小平、李先念等党中央主要领导谈话后，由组织部部长胡耀邦批示回到陕西工作。吴桂贤选择回到西北国棉一厂工作。
1981年5月，胡耀邦主持工作后，曾专门针对吴桂贤作了一个批示，指示陕西省委为吴桂贤安排工作，并对她回地方几年的表现进行公正评价。1981年6月，在本人坚持留任下，吴桂贤被安排出任西北国棉一厂的党委副书记等职务。1982年，吴桂贤再次获得陕西省劳动模范称号。

### 经商
1988年，深圳外贸集团、广东省宝安县物资局和香港的投资商决定合办一家纺织、印染、服装联合工厂，吴桂贤受邀出任新建的“鸿华印染厂”的副总经理，为工厂“招兵买马”。由于出色的工作成绩，半年后吴桂贤被任命为这家合资企业的董事长兼副总经理。
1998年，吴桂贤退休，中共中央组织部专门下发文件，给予她正厅局级的退休待遇。后逐渐恢复副国级政治待遇。

### 晚年
1998年，吴桂贤退休后带头成立了深圳市振兴陕西促进会。
2006年，她和几位退休的老干部一起去国家级贫困县甘肃会宁，由此从事扶贫事业。2010年，广东省扶贫开发协会成立，吴桂贤被选为首任主席。
2025年4月25日5时58分，吴桂贤在深圳医院逝世，享年87岁，告别仪式於同年5月1日上午8时半，在深圳殡仪馆大礼堂举行。

## 家庭生活
吴桂贤的丈夫王振涛，1963年毕业于西北工业大学，曾任深圳赛格集团的总工程师。1965年，两人经朋友介绍认识；1969年结婚；他们有一儿一女。一家人都居住在深圳。

## 影视形象
在2014年8月8日8时首播的电视剧《历史转折中的邓小平》中首次出现吴桂贤的形象。